# Virey-le-Grand
Virey-le-Grand is een gemeente in het Franse departement Saône-et-Loire (regio Bourgogne-Franche-Comté). De plaats maakt deel uit van het arrondissement Chalon-sur-Saône. Virey-le-Grand telde op 1 januari 2022 1.393 inwoners.

## Geografie
De oppervlakte van Virey-le-Grand bedroeg op 1 januari 2022 12,65 vierkante kilometer; de bevolkingsdichtheid was toen 110,1 inwoners per km².

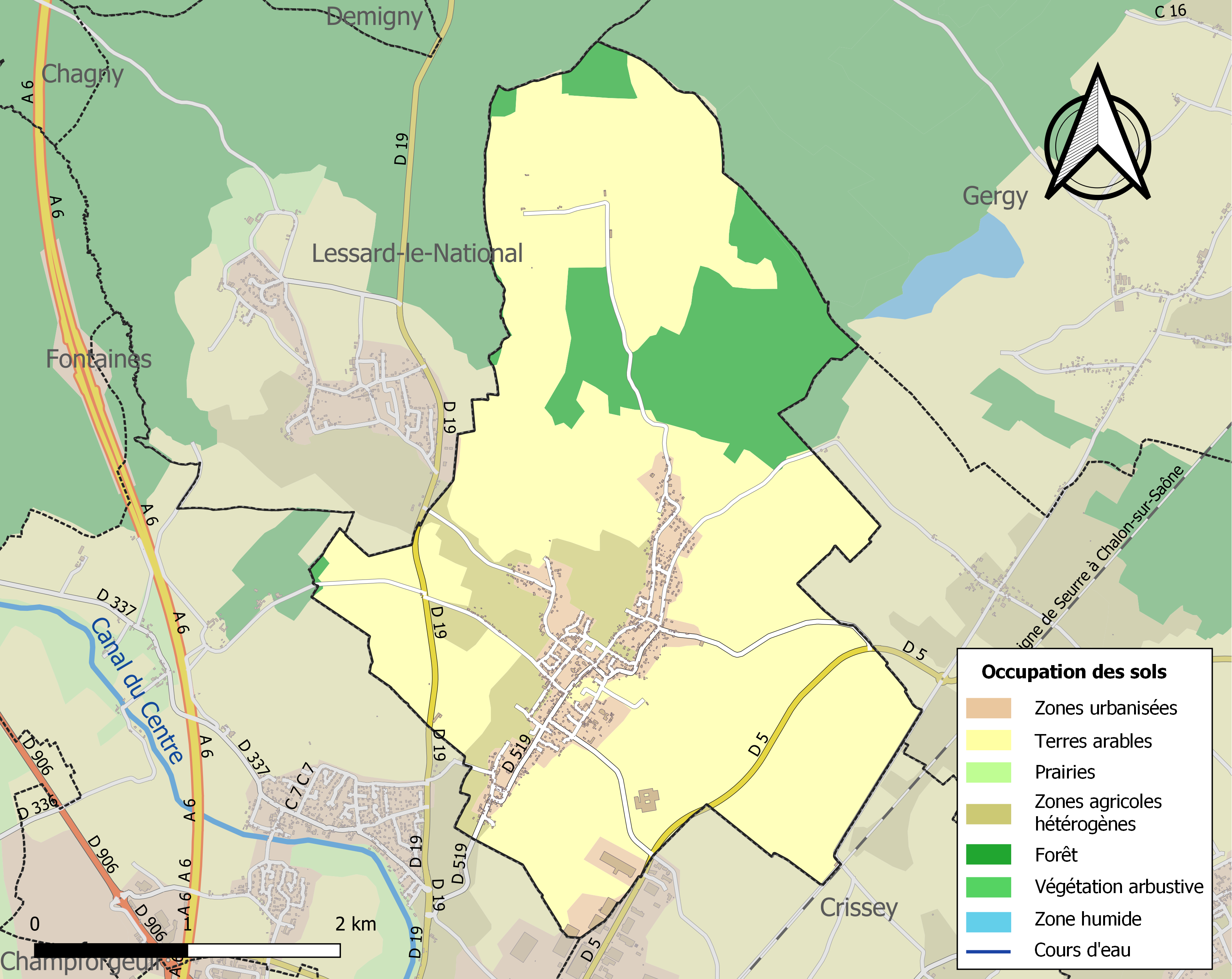
Kaart van de gemeente met de belangrijkste infrastructuur, bodemgebruik en omliggende gemeenten

## Demografie
Onderstaande figuur toont het verloop van het inwonertal (bron: INSEE-tellingen).